# L'autobus del brivido (romanzo)
L'Autobus del brivido (titolo originale The Griezelbus) è un romanzo contenente una serie di novelle, scritto da Paul van Loon. È il primo della serie de L'autobus del brivido.

## Trama
Durante la Settimana del libro per ragazzi, il "gruppo sette" della scuola elementare "Il Tulipano" riceve un invito dallo scrittore Onnoval per fare un giro su un autobus con decorazioni horror denominato "L'Autobus del brivido". Alla guida c'è uno strano individuo mascherato da scheletro e, a bordo, c'è un tavolo con sopra nove oggetti. Dopo che l'autobus è partito, Onnoval si presenta e comincia a raccontare alla classe nove racconti, ognuno riguardante la raccapricciante storia di un oggetto sul tavolo. Dopo aver concluso la decima storia, riguardante degli antefatti sulla propria infanzia, Onnoval si trasforma improvvisamente in un licantropo, apprestandosi a divorare tutti. Nel caos generale però Liselore, la bambina più minuta e silenziosa della classe, estrae dalla sua inseparabile borsetta una pistola con proiettile d'argento, con la quale uccide il mostro. Ripresosi dallo spavento, i ragazzi e il maestro scoprono che la persona al volante è un vero scheletro; dopodiché scendono dal veicolo e si dirigono a piedi verso casa.

## I Racconti di Onnoval
Insieme alla trama centrale, il libro contiene dieci racconti narrati da Onnoval agli studenti, che corrispondono agli oggetti che ha portato nell'autobus. Gli oggetti sono nove, ma il decimo è lo scrittore stesso. Il racconto è del genere Horror.

### La forca
Il padre di Max, un giorno, porta a casa uno strano e inquietante quadro raffigurante un feroce assassino impiccato alla forca dopo essere stato denunciato dal proprio figlio. Max comincia subito a provare una forte avversione per il quadro, oltre a notare che il ragazzino figlio del criminale, raffigurato anch'esso nel dipinto, gli somiglia parecchio; inoltre viene tormentato da diversi incubi riguardanti il quadro. Contemporaneamente il padre comincia a mostrare strani comportamenti, come atteggiamenti scorbutici e non radendosi più. Una notte quello che sembra l'assassino del quadro aggredisce Max in camera sua e tenta di strangolarlo. La madre, giunta in tempo, sfascia la tela sulla testa dell'uomo che si rivela essere il padre. Quest'ultimo ha dimenticato tutto ciò che è successo, ma è tornato alla normalità. Il quadro rotto viene gettato nella spazzatura ma recuperato da un netturbino, il quale pensa di portarlo a casa propria per farlo ristrutturare, notando come il ragazzino dipinto somigli a suo figlio.

### Il babyphone
In una fredda notte d'inverno i coniugi Van Toen ricevono una visita inaspettata da parte di due persone le quali si presentano come i loro nuovi vicini. I due individui, imbaccuccati in pesanti vestiti al tal punto che non si vedono in faccia, spiegano loro che devono uscire ma, non avendo trovato una baby sitter per il loro bambino, chiedono se possono dargli un babyphone per ascoltare il piccolo e chiamarli in caso di problemi. I coniugi accettano e tutto sembra andare bene ma, dopo qualche ora, dal trasmettitore arrivano strani versi animali. Andando a controllare a casa dei vicini, il signor Van Toen scopre in quella che pare essere la camera del bambino, un orrido essere dalle orecchie a punta. L'uomo si affretta a chiamare i vicini, ma questi lo rassicurano, mostrando che anche loro sono in realtà degli esseri spaventosi; atterrito, il signor Van Toen scappa così dalla casa.

### Erbagatta
Avendo la gatta in muta, Sara va a comprare dell'erbagatta in un negozio, nonostante il venditore abbia un'aria ipocrita e strana. L'uomo le regala degli strani semi bianchi, affermando che, se annaffiati, avrebbero prodotto erbagatta. La ragazzina esegue ma, successivamente, deve assentarsi da casa per un paio di giorni con il resto della famiglia. Al suo ritorno scopre sbigottita che, nella sua camera, l'erba gatta è cresciuta in tralicci enormi che hanno occupato tutta la sua camera. Le piante sembrano dotate di vita propria e aggrediscono sia lei che la gatta, ma il padre le riesce a tirare fuori in tempo. Quando le piante appassiscono, Sara e il padre si dirigono nel negozio di animali ma non lo trovano più. Allora un uomo che abita lì vicino racconta loro che, in quel posto, viveva un pazzo che imbalsamava animali e faceva strani esperimenti con le piante. Venne condannato per aver tentato di far mangiare una bambina da un'enorme pianta carnivora. Tali avvenimenti risalivano a circa due secoli prima.

### La torta di compleanno
Kika è una ragazzina di undici anni che ama passare il suo tempo con Zia Dora, una vecchia considerata strana da gran parte dei ragazzi del vicinato. Poco prima del dodicesimo compleanno di Kika, la cittadina viene messa in subbuglio dalla scomparsa di due ragazzi, Baastian ed Erik, i quali entrambi, tra l'altro, si divertivano spesso a tormentare Kika. Quest'ultima perciò, alla loro scomparsa, non può fare a meno di provare sollievo. Il giorno del suo compleanno, Zia Dora le prepara una bella torta, con sopra dodici strane candeline; tuttavia, dopo averle esaminate meglio, la ragazzina realizza che, in realtà, si trattano delle dita di Baastian e Erik, amputate e con le unghie lucidate.

### Il quadro
Nella cittadina di Gark vive un'anziana donna chiamata Fosca-Losca. La donna fu trovata come trovatella a soli due anni, e le venne dato tal nome per via del suo occhio losco. Tuttavia, mano a mano che Fosca Losce cresceva, in sua presenza si manifestavano incidenti sempre più gravi; perciò si decise di cucirle l'occhio losco, scongiurando il malocchio. La donna non provò mai a tagliare il filo che gli chiudeva l'occhio per rispetto dei genitori adottivi, a cui aveva dato la parola. Nonostante ciò, crescendo, venne sempre maltrattata da tutti, compresi i bambini. Un giorno un pittore forestiero di nome Doppel si dirige a Gark e viene a sapere della storia di Fosca Losca. Convinta che siano tutte superstizioni, va a trovare la donna ma si imbatte invece in una bella e giovane ragazza con un occhio cucito. L'uomo decide di aiutarla e le taglia il filo; dopo tale atto, però, la donna si trasforma in una vecchia raggrinzita e gli ordina di andarsene. Atterrito, Doppel fugge dalla città e gli abitanti, convinti che Fosca Losca gli abbia fatto qualcosa, vanno di fronte a casa sua per minacciarla. La donna esce di casa e apre finalmente il suo occhio, scatenando una potenza tale che l'intera città viene spazzata via, lasciando solo una macchia bianca al suo posto. Doppel, riguardando i dipinti fatti a Gark, trova le tele immacolate, tranne una rappresentante Fosca Losca, ora con l'occhio aperto. Terrorizzato, l'uomo scaglia la tela in mare, disperdendola.

### La poltrona
Il signor Drakenborch, soprannominato il Drago, è il preside della scuola frequentata da Jasper. Il giorno in cui quest'ultimo viene convocato nel suo ufficio, viene fatto sedere su una gigantesca poltrona di pelle di bufalo presente nella stanza, dopodiché il direttore sfa la frustrazione colpendo a più riprese con una riga i braccioli. Dopo quel giorno a Jasper capita di ripassare davanti all'ufficio e sentire nuovamente l'uomo che colpisce la poltrona, sebbene, oltre a lui, non ci fosse nessuno della stanza. Dopo essere stato mandato nuovamente da lui, il ragazzino sente degli strani rumori uscire dalla stanza, seguito da silenzio. Entrando, Jasper non trova nessuno ma alcuni indizi gli fanno capire, con orrore, che la poltrona ha fagocitato il Drago, per vendicarsi di tutti gli sfoghi violenti che aveva dovuto subire con la riga. Dopo ciò, il nuovo direttore manda la poltrona a un asilo per senzatetto.

### Lo stivale
Markie e Robbie sono tormentati da un loro compagno, Willie Waterman, il quale li bullizza e pretende sempre più spesso che gli diano del denaro. I due amici riescono a sfuggire da questa situazione solo nella loro fantasia, dove riescono a farla pagare al bullo. Un giorno fantasticano particolarmente che, se avessero condotto Willie in mezzo a una grossa pozzanghera di fango, sarebbe stato risucchiato; così conducono il bullo fino a quel punto e lo fanno sprofondare. Tuttavia, Willie smette di apparire a scuola per davvero. Pensando possa essersi nascosto, i ragazzi tornano nel pantano, trovando solo il suo stivale. Subito dopo, però, dalla pozzanghera ne esce proprio Willie, sotto forma di fantasma. Terrorizzati, i due amici si danno alla fuga; il giorno dopo scoprono che Willie ha semplicemente cambiato scuola ma, da quel giorno, i ragazzi eviteranno ogni pozzanghera.

### Il pacco postale
Marteen è un giovane amante del modellismo, che passa le sue giornate a costruire modellini di ogni genere. Un giorno gli viene recapitato un pacco postale in eredità di uno zio deceduto da diversi anni, Angus Brubaker. Di quest’ultimo Marteen ha pessimi ricordi poiché, quando venne a trovarlo quando aveva otto anni, convinse i genitori a sbarazzarsi di tutti i suoi amati modellini per spingerlo a dedicarsi ad attività più adatte per la sua età. Furibondo, Marteen si era vendicato facendo a pezzi un quadro di grande valore che lo zio aveva acquistato. Nel presente, Marteen scopre che la scatola recapitata contiene l’occorrente per costruire uno scheletro a grandezza naturale. Il ragazzo riesce a completarlo ma, quella notte, lo scheletro prende vita e cerca di ucciderlo; grazie a un dente rivestito d’oro, Marteen capisce che quello era in realtà lo scheletro proprio di Angus, poiché il dente era suo. Dopo aver distrutto lo scheletro, Marteen getta via anche gli altri modellini e decide di non sentirne più parlare per il resto della vita.

### La sirena di legno
Girando per la spiaggia con il suo cane Panda, Anke resta incuriosita da impronte di pesanti stivali che paiono uscire dal mare. Seguendole assieme a un bagnino del posto, scopre che qualcuno ha rubato una polena raffigurante una sirena di legno. Tuttavia, il ladro si rivela essere una sorta di morto vivente, che il bagnino identifica come Mordekai, capitano della nave su cui era intagliata la polena, morto nel naufragio della barca da cui si era salvata solo la sirena di legno. Poco prima di tornare nel mare, Mordekai perde un occhio che Panda ingoia. Quella sera Anke racconta al padre la storia, non venendo creduta. Tuttavia, poco dopo, il cane rigurgita l’occhio e Mordekai, presentatosi alla porta, lo riprende con sé prima di tornare definitivamente al mare.

### La storia dello scrittore
Contrariamente alle altre storie, questa non riguarda un oggetto presente sull'autobus, ma un episodio autobiografico di Onnoval, raccontato da quest'ultimo in prima persona. Quando era un bambino, aveva un migliore amico di nome Jack, amante per racconti e film dell'orrore. Quando nella loro cittadina avvengono numerosi omicidi di persone e bestiame, Jack si convince che siano opera di un licantropo. Durante una passeggiata serale, i due amici si separano, poiché Onnoval decide di tornare a casa. Il giorno dopo riceve però una chiamata da Jack il quale, agitato, gli racconta che, dopo la loro divisione, è stato aggredito da un enorme licantropo, dal quale si è salvato ferendolo a una zampa posteriore con un coltello d'argento che si portava sempre con sé. Onnoval, tuttavia, non può uscire di casa perché si è fatto male al piede, quindi non va a vedere il coltello sporco di sangue e peli ancora in possesso di Jack. Dopo tale accaduto, i due amici si perderanno di vista. Successivamente viene rivelato che, in realtà, era Onnoval il licantropo, e la ferita al piede era stata causata dalla coltellata di Jack.